# Oktoberrevolution

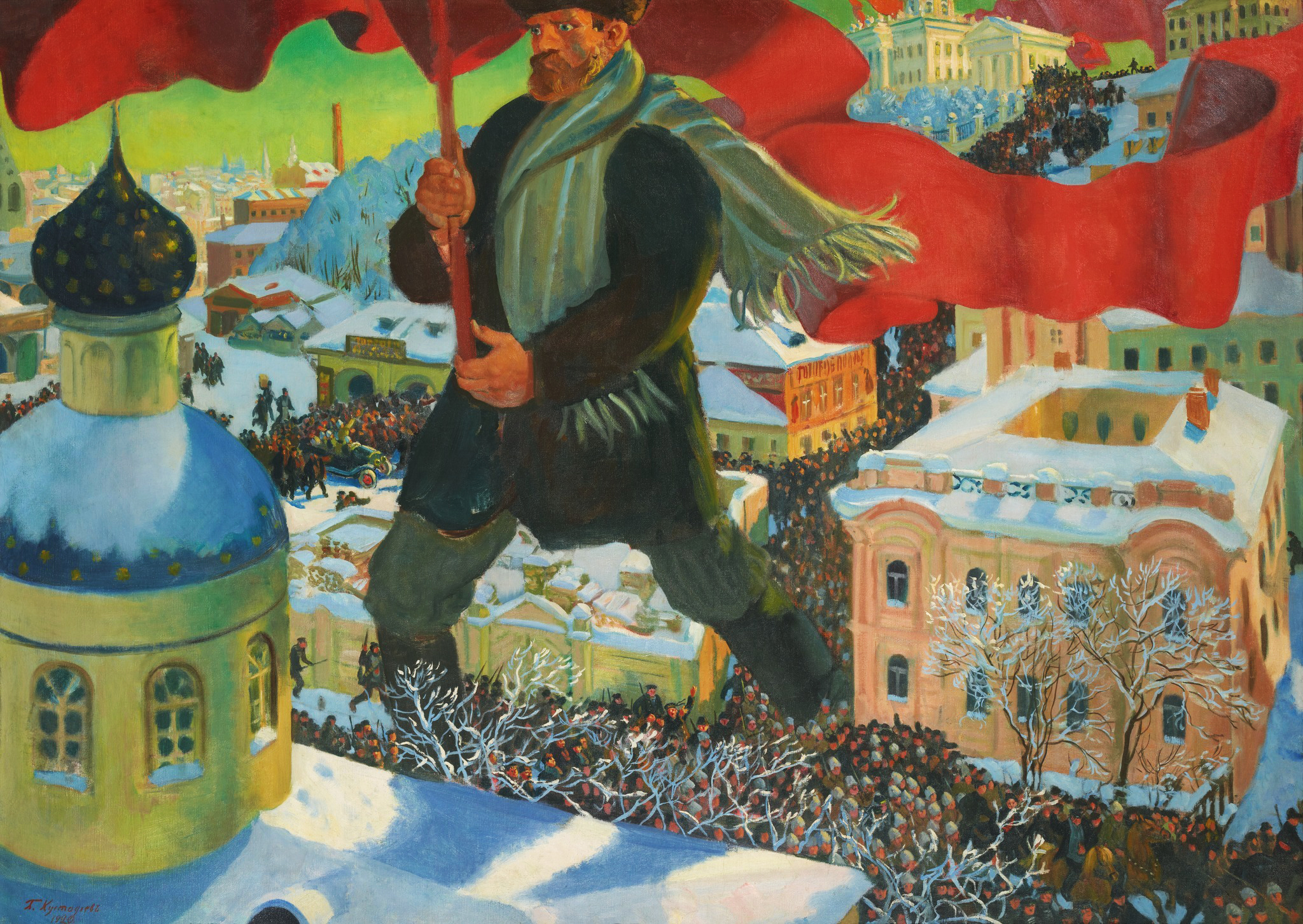
Der Bolschewik, Ölgemälde von Boris Kustodijew (1920)

Die Oktoberrevolution (russisch Октябрьская революция в России Oktjabrskaja rewoljuzija w Rossii) vom 25. Oktoberjul. / 7. November 1917greg. war die gewaltsame Machtübernahme durch die kommunistischen Bolschewiki unter Führung Wladimir Iljitsch Lenins in Russland. Sie beseitigte die aus der Februarrevolution hervorgegangene Doppelherrschaft der sozialistisch-liberalen Provisorischen Regierung unter Alexander Kerenski und des Petrograder Sowjets. Dies führte zu einem mehrjährigen Bürgerkrieg und nach dessen Ende 1922 zur Gründung der Sowjetunion, einer Diktatur der Kommunistischen Partei Russlands.
In realsozialistischen Ländern gewöhnlich als Große Sozialistische Oktoberrevolution (russisch Великая Октябрьская социалистическая революция Welikaja Oktjabrskaja sozialistitscheskaja rewoljuzija) und als Wendepunkt der Menschheitsgeschichte glorifiziert, betrachteten die Gegner der Bolschewiki die Oktoberereignisse als bloßen Staatsstreich, dessen Ergebnisse sich erst nach einem blutigen Bürgerkrieg verfestigten.
Der Begriff Oktoberrevolution wurde bewusst geprägt, um das Geschehen gegenüber der vorausgegangenen Februarrevolution aufzuwerten, die immerhin die Abdankung Zar Nikolaus’ II. und das Ende der russischen Monarchie bewirkt hatte. Die Bezeichnung beider Ereignisse nach den Monaten Februar und Oktober beruht auf dem damals in Russland noch verwendeten Julianischen Kalender. Nach dem im übrigen Europa geltenden Gregorianischen Kalender, der dem Julianischen um 13 Tage voraus war, in Russland aber erst im Januar 1918 eingeführt wurde, fielen beide Ereignisse in die jeweiligen Folgemonate. Daher wurde der Jahrestag der Oktoberrevolution in der Sowjetunion stets am 7. November begangen.

## Ursachen

### Doppelherrschaft
Die Februarrevolution hatte zwar zum Sturz des Zaren Nikolaus II. (1868–1918) und des Zarismus geführt, die wichtigsten sozialen und politischen Probleme Russlands aber einer Lösung kaum nähergebracht. Die drängendste Frage war, ob der seit 1914 andauernde Erste Weltkrieg an der Seite der Ententemächte fortgesetzt werden sollte oder nicht. Die Anforderungen des modernen, industriellen Krieges überstiegen die Kräfte des weitgehend agrarisch geprägten Landes, so dass sich die ohnehin gravierenden sozialen Probleme in Russland weiter zuspitzten. Erschwerend kam hinzu, dass die Februarrevolution ein Nebeneinander zweier konkurrierender Machtzentren hervorgebracht hatte:
- Die Provisorische Regierung, die zunächst von dem liberalen Fürsten Georgi Lwow (1861–1925), der der Konstitutionell-Demokratischen Partei angehörte, den sogenannten Kadetten, ab Juli 1917 von dem Sozialisten Alexander Kerenski geleitet wurde. Sie befürwortete Reformen nach westlichem Muster, aber auch die Fortsetzung des Krieges. Kerenskis zwischenzeitlich starke Machtstellung beruhte darauf, dass er als einziges Mitglied der Provisorischen Regierung zugleich Delegierter des Petrograder Sowjets war.
- Dieser Petrograder Sowjet, der Arbeiter- und Soldatenrat der Hauptstadt, war gleich zu Beginn der Februarrevolution spontan von Aufständischen gebildet worden und beanspruchte ebenfalls legislative Macht. Er trat in der Verfassungsfrage für ein Rätesystem ein. Als ausführende Organe schuf er ein Exekutivkomitee, das im Juni 1917 durch den Beitritt von Delegierten aus anderen Teilen Russlands zum 1. Allrussischen Zentralen Exekutivkomitee erweitert wurde. Hier dominierten zunächst die agrarsozialistischen Sozialrevolutionäre und die gemäßigt-marxistischen Menschewiki, das Exekutivkomitee war eine Stütze der Provisorischen Regierung.[3] Beide Organe tagten im Taurischen Palais.

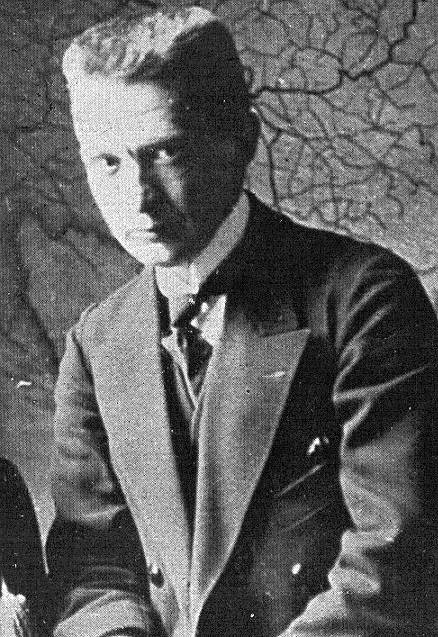
Alexander Kerenski

Über die endgültige Verfassung sollte eine Russische konstituierende Versammlung entscheiden. Die Provisorische Regierung sah sich wiederholten Forderungen der Entente-Partner ausgesetzt, die ein Ausscheiden Russlands aus dem Krieg unbedingt verhindern wollten. Daher verweigerte sie sich dem Wunsch großer Teile der russischen Bevölkerung, in Verhandlungen mit dem Deutschen Kaiserreich und den übrigen Mittelmächten über einen Separatfrieden einzutreten. Am 16. Februarjul. / 1. März 1917greg. erließ der menschewikisch dominierte Petrograder Sowjet seinen Befehl Nr. 1, der die Gehorsamspflicht der Soldaten auf diejenigen Befehle einschränkte, die nicht seinen eigenen Befehlen und Beschlüssen widersprachen. Die Waffen der einzelnen Truppenteile wurden der Kontrolle der zu bildenden Arbeiterkommissionen übergeben, das Duzen der Soldaten durch die Offiziere wurde verboten. Dies trug zu Auflösungserscheinungen der Armee bei, die sich noch beschleunigten, als es zu massenhaften Desertionen kam. Die Provisorische Regierung hatte überall Landkomitees eingesetzt, die eine Bodenreform vorbereiten sollten. Zahlreiche Bauernsoldaten meinten nun, eine Umverteilung des Landes stehe unmittelbar bevor, und eilten von der Truppe nach Hause, um die gewünschten Grundstücke in Besitz zu nehmen. Die Kerenski-Offensive, mit der die Provisorische Regierung im Juli 1917 einen Durchbruch gegen die vorrückenden deutschen Truppen erzwingen wollte, geriet unter diesen Umständen zu einem „Desaster“ und trug zum endgültigen Zerfall der russischen Armee bei.
In Wirklichkeit hatte die Provisorische Regierung nicht vor, eine großräumige Umverteilung des Bodens in die Wege zu leiten, wie sie die Masse der russischen Bauernschaft (etwa 80 % der Gesamtbevölkerung) und die sie vertretende Partei der Sozialrevolutionäre, die gleichfalls an der Provisorischen Regierung beteiligt war, schon lange forderten. Liberale und Sozialisten waren sich darüber uneins, ob Enteignungen erlaubt und ob gegebenenfalls Entschädigungen gezahlt werden sollten. Als Kompromiss einigten sie sich darauf, die Beantwortung dieser Fragen der Konstituierenden Versammlung vorzubehalten. Weil die erhoffte Agrarreform ausblieb, nahmen sich die Bauern in vielen Dörfern das Land und vertrieben die Großgrundbesitzer mit Gewalt.

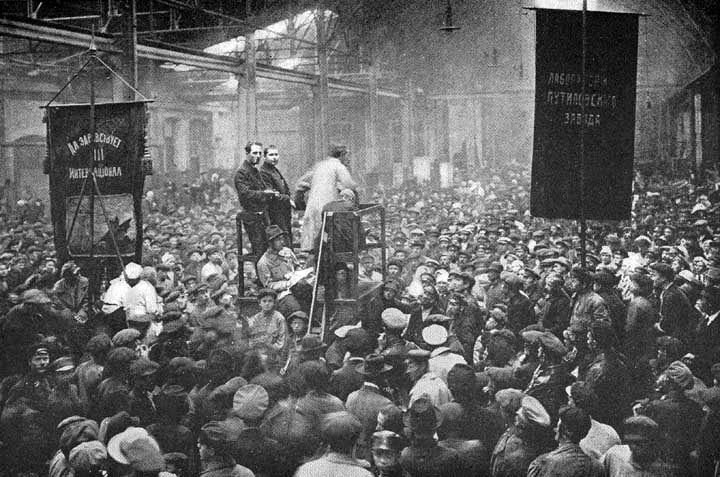
Betriebsversammlung im Petrograder Putilowwerk, 1917

Ökonomisch näherte sich Russland dem Zusammenbruch. Die kriegsbedingte Inflation brachte eine Verdreifachung der Lebenshaltungskosten gegenüber 1913 mit sich. Lohnerhöhungen und Mehreinnahmen durch Überstunden glichen die Preissteigerungen für die Arbeiter nur zum Teil aus. Auch der Achtstundentag und erste Maßnahmen zum Mutterschutz, die das Exekutivkomitee des Petrograder Sowjets im April 1917 mit den lokalen Unternehmern vereinbart hatte, stimmten die Arbeiter nicht friedlicher. Die Folge war im Mai 1917 eine Streikwelle, die sich bis zum Oktober 1917 steigerte, als sich über eine Million russische Arbeiter im Ausstand befanden. Dies verschlechterte die Wirtschaftslage weiter, weshalb die Unternehmen aufgrund von Verlusten und Nachschubproblemen begannen, ihre Belegschaften in Urlaub zu schicken oder zu entlassen. Betriebsbesetzungen waren die Folge, nach denen die Betriebskomitees der Arbeiter oft dazu übergingen, in den stillgelegten Fabriken in Eigenregie Dinge zu produzieren, die sie im Alltag verkaufen oder eintauschen konnten. Unter den Bedingungen dieser ungeplanten Sozialisierungen bewegte sich die russische Wirtschaft auf eine Rückkehr zum Tauschhandel zu.
Auch der Zusammenhalt des Russischen Reiches, in dem die Russen mit 44 % der Gesamtbevölkerung nur eine Minderheit darstellten, geriet unter der Provisorischen Regierung in Gefahr, die geglaubt hatte, durch Abschaffung der bis dahin geltenden diskriminierenden Gesetze genug getan zu haben. Nationalisten in Finnland, Polen und im Baltikum setzten auf eine Abspaltung von Russland und die Gründung eigener Nationalstaaten, während es andere Teilvölker noch bei Autonomieforderungen beließen. Indem die Provisorische Regierung in ihrem Beharren auf einem russischen Einheitsstaat jegliches Entgegenkommen etwa gegenüber der Zentralna Rada der Ukraine ablehnte, provozierten die Kadetten in der Provisorischen Regierung auch diese zu einem deutlicheren Separatismus.

### Lenin

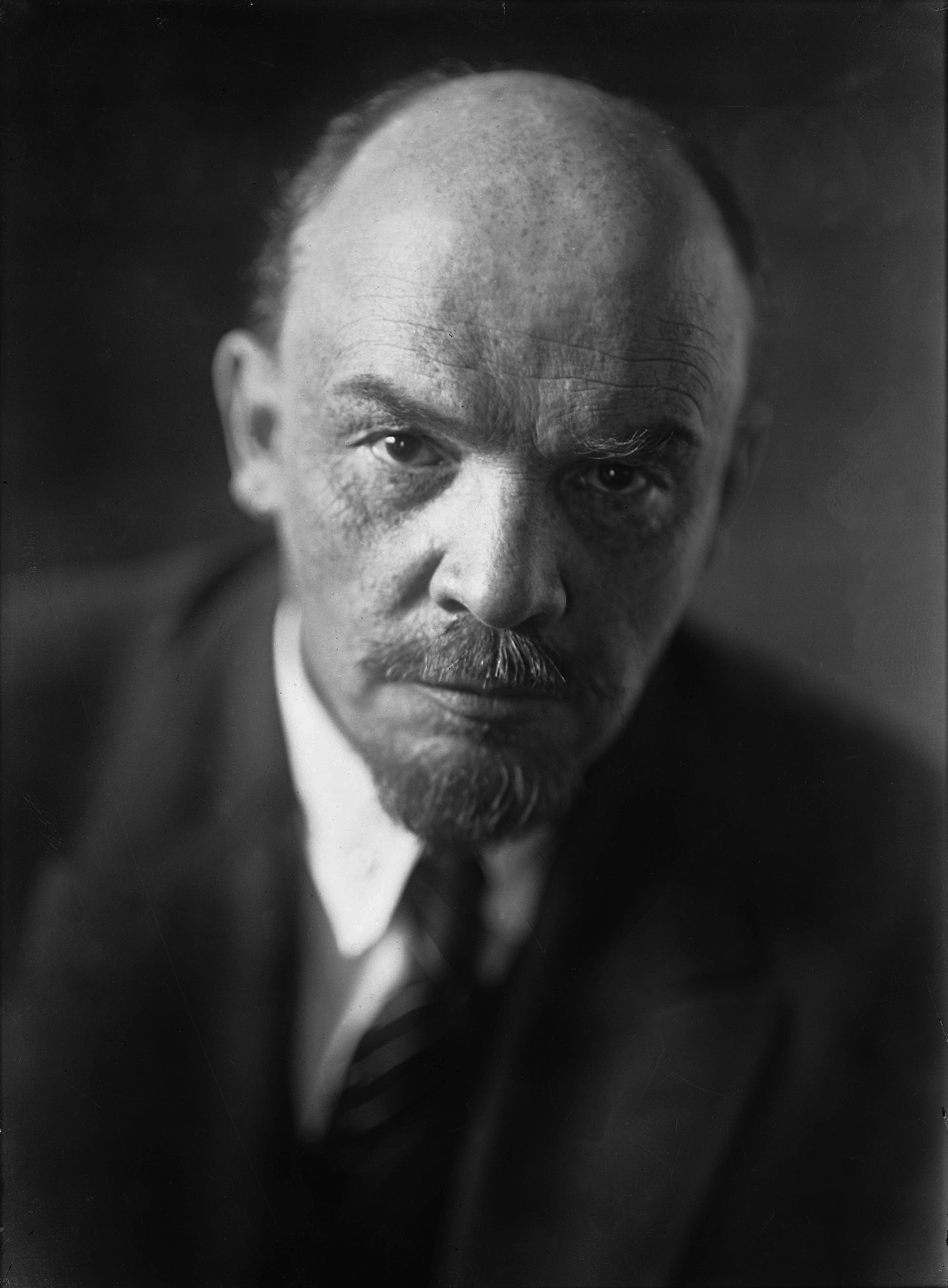
Wladimir Iljitsch Lenin (Aufnahme aus dem Juli 1920)

Der Führer der bolschewistischen Fraktion der Sozialdemokratischen Arbeiterpartei Russlands, Wladimir Iljitsch Lenin (1870–1924), plädierte in seinem Schweizer Exil für „revolutionären Defätismus“: Um „den Weltkrieg in einen Bürgerkrieg zu verwandeln“, strebte er eine militärische Niederlage Russlands an, als deren Folge er eine Revolution in Russland und der ganzen Welt voraussah. Somit bestand eine vorübergehende Interessenkonvergenz zwischen ihm und der deutschen Reichsregierung, die sich durch das Eingreifen von Lenin und anderen Revolutionären in das politische Geschehen eine weitere Destabilisierung Russlands erhoffte, um daraus an der Ostfront militärischen Nutzen zu ziehen. Daher ermöglichte ihm die Reichsregierung, von Zürich aus über Deutschland, Schweden und Finnland nach Petrograd zu reisen (Reise Lenins im plombierten Wagen). Der ursprünglich von dem führenden Menschewiken Julius Martow (1873–1923) initiierte Austausch russischer Exilanten gegen in Russland internierte Deutsche wurde durch die Provisorische Regierung verzögert, da insbesondere Außenminister Pawel Miljukow (1859–1943) gegen eine Rückkehr der defätistischen Revolutionäre war. Lenin und 31 weitere Exilanten drängten jedoch auf eine schnellstmögliche Rückkehr. Durch Vermittlung des Schweizer Kommunisten Fritz Platten (1883–1942) und des deutsch-russischen Sozialisten Alexander Parvus (1867–1924) unterstützten ihn die deutschen Behörden bei dieser Reise. Die Gruppe fuhr in einem plombierten Eisenbahnwagon bis zur deutschen Ostseeküste, um von dort per Schiff weiterzureisen.
Nach seiner Ankunft in Petrograd veröffentlichte Lenin am 7. Apriljul. / 20. April 1917greg. seine Aprilthesen, in denen er sich gegen jegliche Zusammenarbeit mit der Provisorischen Regierung aussprach. Stattdessen verlangte er „alle Macht den Sowjets“, eine sofortige Beendigung des Krieges, eine Enteignung des Großgrundbesitzes, eine sozialistische Kontrolle über die Industrie und eine Verstaatlichung der Banken. Diese schroffe Absage an jegliche Form der Zusammenarbeit mit anderen sozialistischen Gruppierungen, mit denen sich die Bolschewiki bis dahin einig fühlten, dass vor einer sozialistischen zunächst einmal eine bürgerliche Revolution stattfinden müsse, löste allenthalben Verstörung aus, nicht zuletzt bei den Bolschewiki selber. Noch wenige Tage zuvor hatten sich Josef Stalin (1878–1953) und Lew Kamenew (1883–1936) in der Prawda dafür ausgesprochen, die Provisorische Regierung zur Aufnahme von Friedensverhandlungen zu bewegen. Bis dahin müsse man aber „jede Kugel mit einer Kugel beantworten“. Lenin kritisierte sie scharf für diese Haltung, die etwa dem von Menschewiki und Sozialrevolutionären mehrheitlich vertretenen „Revolutionären Defensismus“ entsprach.
Auf dem I. Allrussischen Kongress der Sowjets der Arbeiter- und Soldatendeputierten Anfang Juni 1917 stießen Lenins radikale Forderungen bei Menschewiki und Sozialrevolutionären, die die deutliche Mehrheit hatten (die Bolschewiki verfügten nur über 105 der 822 stimmberechtigten Deputierten), auf Unverständnis. Lenin verteidigte sie und betonte, die Bolschewiki seien „in jeder Minute bereit, die Gesamtheit der Macht zu übernehmen“. Damit machte er klar, dass hinter der Forderung nach Räteherrschaft die nach Herrschaft seiner eigenen Partei stand, selbst wenn sie in der Minderheit war.

### Deutsche Geldzahlungen
Das Deutsche Reich unterstützte während des Ersten Weltkriegs die Opposition gegen das Zarenregime mit Geldzahlungen. So beantragte etwa das Auswärtige Amt am 1. April 1917 beim Reichsschatzamt fünf Millionen Mark „für politische Propaganda in Russland“. Ob und wie weit die Bolschewiki davon profitierten, ist in der Forschung umstritten. Eine Grundlage der Unterstützungsthese sind die sogenannten Sisson-Dokumente, die am 15. September 1918 in der amerikanischen Presse publiziert wurden. Nach dem Urteil des amerikanischen Historikers George F. Kennan aus dem Jahr 1956 handelt es sich dabei aber um Fälschungen.
Zu den Befürwortern der These einer Subventionierung der Bolschewiki durch das Deutsche Reich zählt der russische Historiker Dmitri Wolkogonow. Dessen Beweise hält der britische Historiker Orlando Figes jedoch für „nicht überzeugend“ und hält es für abwegig, die Bolschewiki deswegen als „deutsche Agenten“ zu bezeichnen.
Der britische Historiker Robert Service weist ebenfalls darauf hin, dass mehrere Millionen Mark von der deutschen Regierung an Sozialisten in Russland flossen. Die massive Expansion der Parteipresse der Bolschewiki in den Tagen der Revolution sieht er als Indiz dafür an, dass diese von den Zahlungen profitierten. Der Historiker Oleh Fedyschyn vermerkt gleichfalls die Zahlungen an russische Sozialisten und beschreibt die Bolschewiki als Hauptnutznießer. Er gibt Schätzungen anderer Historiker von 20 bis 50 Millionen Reichsmark wieder.
Der amerikanische Historiker Alexander Rabinowitch weist dagegen anhand einschlägiger Quellen darauf hin, „dass die meisten bolschewistischen Führer, und die Parteibasis ohnehin, von diesen finanziellen Zuwendungen nichts wussten. Während Lenin von dem deutschen Geld gewusst zu haben scheint, gibt es keinen Beweis dafür, dass seine Politik oder die der Partei davon beeinflusst wurde. Am Ende hat diese Hilfe den Ausgang der Revolution auch nicht entscheidend beeinflusst.“
Der deutsche Historiker Gerd Koenen glaubt zwar, dass die Bolschewiki den Großteil der deutschen Subsidien erhielten. Ihr Zentralorgan Prawda konnte ihre Auflage seit März 1917 auf 100.000 Stück steigern und zusätzlich mehrere Sonderausgaben für die verschiedenen Waffengattungen herausgeben, deren Auflage reichte, um jeder Kompanie im gesamten russischen Militär jeweils ein Exemplar zukommen zu lassen. Gleichzeitig bezweifelt er, dass man Lenin deswegen als deutschen Agenten bezeichnen könne. Vielmehr habe es eine zeitweise Interessenparallelität zwischen ihm und der Reichsregierung gegeben.

### Machtzuwachs der Bolschewiki

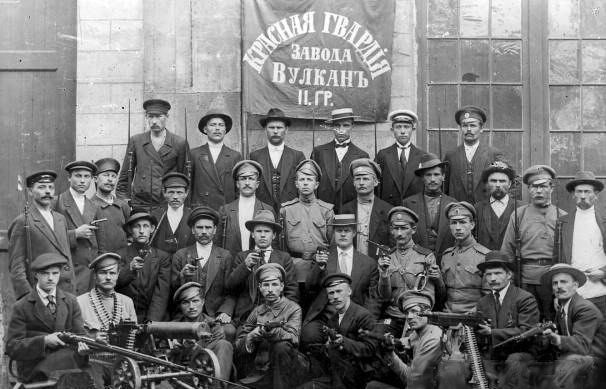
Die Rote Garde des Betriebes „Vulkan“ in Petrograd

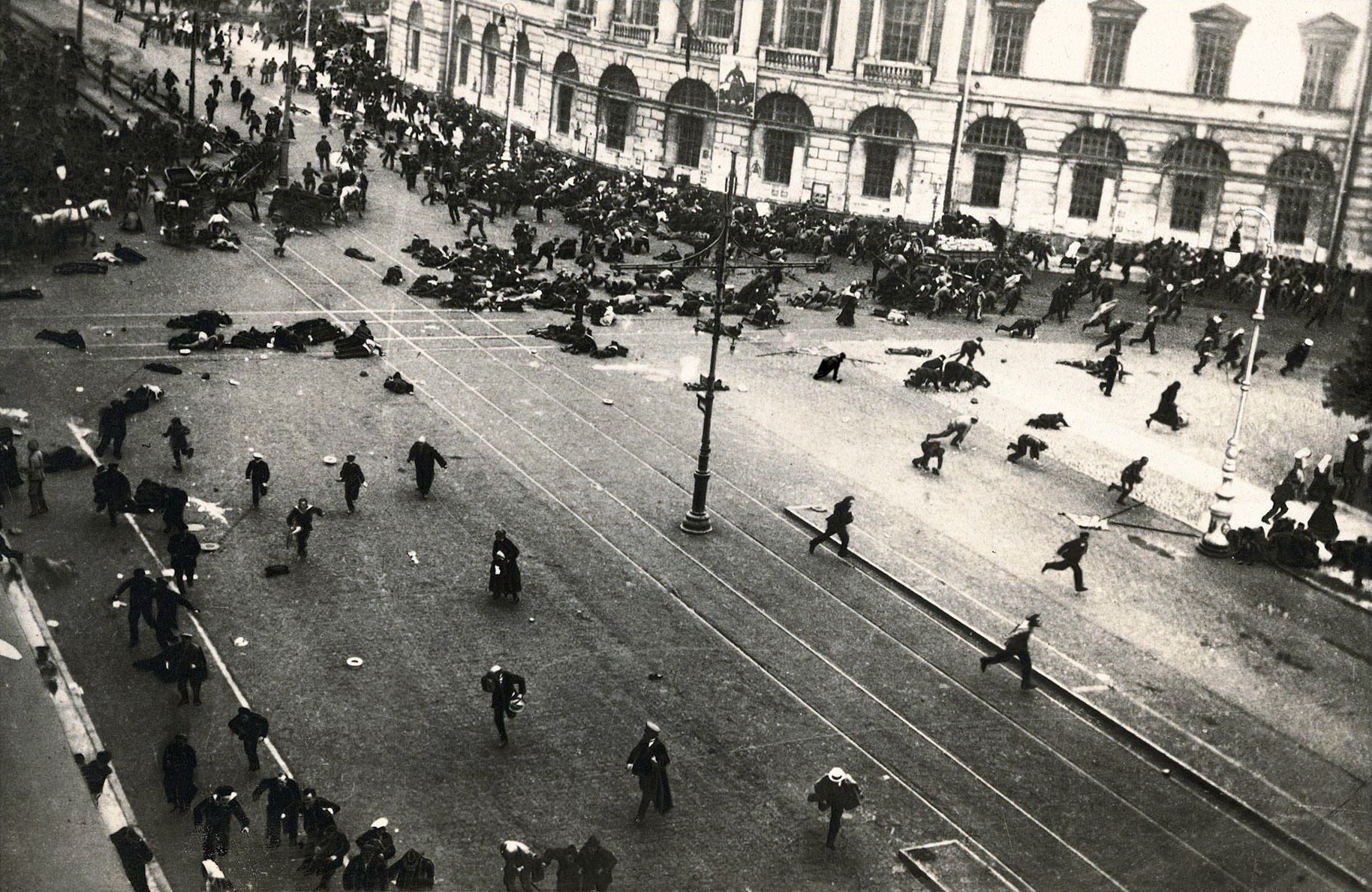
Newski-Prospekt, Petrograd im Juli 1917: Die Armee schießt auf Aufständische

Im Zuge der Betriebsbesetzungen waren unter Einfluss der Bolschewiki, teilweise auch von Anarchisten, paramilitärische Selbstschutzeinheiten der Arbeiter entstanden, die Roten Garden. Sie bildeten bis Juni 1917 übergeordnete Kommandostrukturen aus, allein in Petrograd umfassten sie 20.000 Bewaffnete. Diese unternahmen nach dem Scheitern der Kerenski-Offensive vom 16. bis 20. Juli 1917 in Lenins Abwesenheit (er war zur Erholung in Finnland) und vielleicht inspiriert durch seinen Machtanspruch auf dem 1. Allrussischen Kongress, einen improvisierten Aufstandsversuch, den so genannten Juliaufstand, der sehr schnell von Regierungstruppen zusammengeschossen wurde. Die Provisorische Regierung ließ zahlreiche Bolschewiki verhaften, darunter auch Leo Trotzki (1879–1940), der im August 1917, während er noch in Untersuchungshaft saß, in die Partei aufgenommen wurde. Lenin, der während des Aufstands nach Petrograd zurückgekehrt war und eine kurze Ansprache gehalten hatte, änderte durch eine Rasur und eine Perücke sein Aussehen und tauchte in Finnland unter. Die Regierung nutzte den Aufstand, um die Bolschewiki als geheime Bundesgenossen der sich nähernden deutschen Truppen hinzustellen. Zu diesem Zweck verbreitete sie eine Liste mit Namen von Verhafteten, die fast alle deutsch oder jüdisch klangen: Dadurch sollte der Eindruck erweckt werden, die ganze Partei der Bolschewiki bestehe nur aus deutschen Juden. So trug sie zum Entstehen der Verschwörungstheorie vom angeblich rein jüdischen Bolschewismus bei.
Die Provisorische Regierung des Fürsten Lwow trat infolge des Juliaufstandes am 7. Julijul. / 20. Juli 1917greg. zurück. Kriegsminister Kerenski übernahm darauf auch als Ministerpräsident mit einem „Direktorium“ von fünf Ministern die Macht in einer Notstandsdiktatur. Die Bolschewiki aber standen nun als Verteidiger der Revolution da und drehten die Regierungspropaganda um. Sie behaupteten nun, es wäre Kerenski, der mit den Deutschen im Bunde stünde. Ein Separatfrieden zwischen dem Deutschen Reich und Großbritannien stünde unmittelbar bevor, Kerenski hätte mit ihnen bereits die Übergabe Petrograds und Kronstadts verabredet. Das Ergebnis war ein erneuter Linksruck namentlich der städtischen Bevölkerung.
Die Lage änderte sich am 27. Augustjul. / 9. September 1917greg. durch den rechtsgerichteten Putschversuch des Generals Lawr Kornilow (1870–1918), den Kerenski erst im Juli zum Oberbefehlshaber der russischen Truppen ernannt hatte. Stümperhaft vorbereitet, scheiterte der Kornilow-Putsch rasch. So weigerten sich die Telegraphisten, die Befehle des Generals weiterzugeben, und die Eisenbahnarbeiter, seine Truppen in die Hauptstadt zu befördern. Dazu jedoch hätte er aber die Roten Garden sowie den Bolschewiki nahestehende Einheiten aus Armee und Marine um Hilfe bitten müssen. Sie standen aber in Petrograd bereit, die Putschisten gegebenenfalls zurückzuschlagen.
Bei Neuwahlen zu den Sowjets von Moskau und Petrograd im September 1917 errangen die Bolschewiki in beiden Gremien deutliche Mehrheiten, Trotzki kam dadurch als Vorsitzender des Petrograder Sowjets und seines Exekutivkomitees in eine Schlüsselposition. Ende August und Anfang September beschlossen die Sowjets in über achtzig Städten in Russland Resolutionen, in denen die Provisorische Regierung aufgefordert wurde, „alle Macht den Räten“ zu übergeben.
Bei den Wahlen zum Petrograder Stadtparlament hatten die Bolschewiki bereits am 7. Augustjul. / 20. Augustgreg. 33,4 % errungen und waren damit zweitstärkste Partei hinter den Sozialrevolutionären geworden. Mit ihren Forderungen nach Sowjetherrschaft und „Brot, Frieden und Land“ nahmen sie an Popularität zu. Aufs ganze Land gesehen, blieben sie gleichwohl immer noch in der Minderheit: In der im September einberufenen Demokratischen Konferenz, zu der ausschließlich revolutionäre Kräfte zugelassen waren, stellten sie nur 134 von 1200 Delegierten. Die größte Fraktion bildeten auch hier die Sozialrevolutionäre mit 532 Delegierten, davon 71 von ihrem linken Flügel.

## Der Umsturz

### Vorbereitung

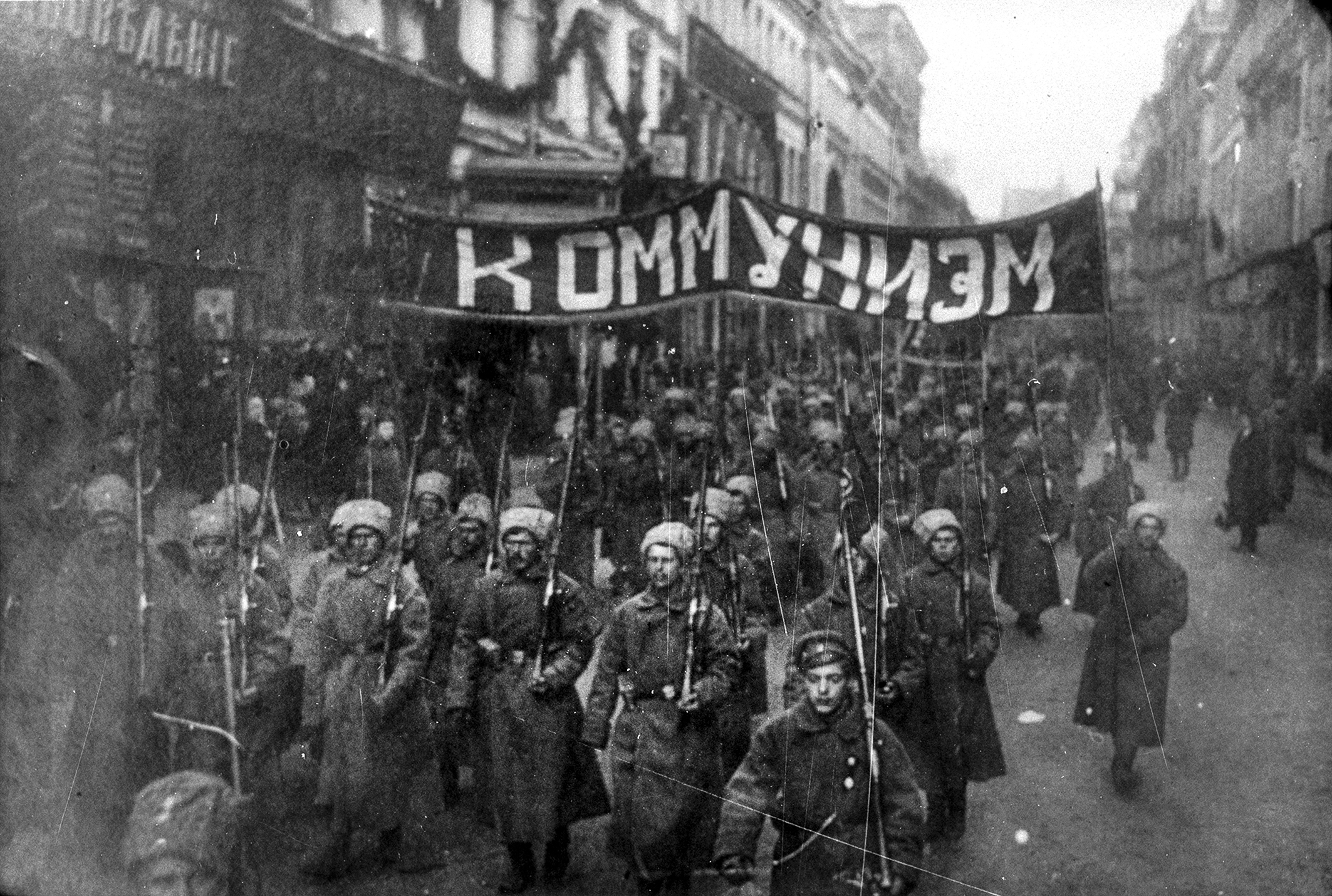
Russische Soldaten bei einer Demonstration in Moskau Anfang November 1917, das Banner hat die Aufschrift „Kommunismus“

In der Führung der Partei der Bolschewiki war umstritten, ob sie sich an den Wahlen zur Verfassunggebenden Versammlung beteiligen oder stattdessen auf einen gewaltsamen Aufstand setzen sollte. Lenin drängte in seinem finnischen Versteck die Partei zur Übernahme der alleinigen Regierungsmacht, da er die Zeit für günstig hielt, die schwache Position der Regierung auszunutzen. In einem Brief schrieb er Mitte September:

„Es wäre naiv, eine ‚formelle‘ Mehrheit der Bolschewiki abzuwarten. Keine Revolution wartet das ab. Auch Kerenskij und Co. warten nicht, sie bereiten die Auslieferung Petrograds [an die Deutschen] vor. Gerade die kläglichen Schwankungen der Demokratischen Konferenz müssen und werden die Geduld der Arbeiter Petrograds und Moskaus zum Reißen bringen! Die Geschichte wird uns nicht verzeihen, wenn wir die Macht jetzt nicht ergreifen.“

Die meisten anderen führenden Bolschewiki waren aber dafür, die Macht demokratisch auf die Sowjets übergehen zu lassen, und wollten zu diesem Zweck den II. Allrussischen Sowjetkongress abwarten, der für den 20. Oktoberjul. / 2. November 1917greg. einberufen war. Obwohl das Zentralkomitee ihn angewiesen hatte, in Finnland zu bleiben, kehrte Lenin am 9. Oktoberjul. / 22. Oktobergreg. heimlich nach Petrograd zurück. Auf zwei ZK-Sitzungen am 9.jul. / 22. Oktobergreg. und am 15.jul. / 28. Oktobergreg. konnte er die Mehrheit der Parteiführung auf seine Seite ziehen: Gegen ihn stellten sich nur Grigori Sinowjew (1883–1936) und Kamenew, die bestritten, dass die Bedingungen für eine sozialistische Revolution bereits gegeben seien, und befürchteten, ein zu früh begonnener Aufstand würde niedergeschlagen. Wütend erwiderte Lenin, abzuwarten sei „vollendete Idiotie oder vollendeter Verrat“. Man dürfe sich „nicht von der Stimmung der Massen leiten lassen, sie ist wankelmütig und nicht genau zu berechnen“. Es gelte vielmehr den Allrussischen Kongress vor vollendete Tatsachen zu stellen und die Revolution durch ihn legitimieren zu lassen. Das Zentralkomitee verabschiedete schließlich mit neunzehn gegen zwei Stimmen eine Resolution, die alle Parteikader darauf verpflichtete, „den bewaffneten Aufstand allseitig und tatkräftig vorzubereiten“. Zur Organisation des Aufstands wurde ein Zentrum aus Andrei Bubnow (1883–1938), Felix Dserschinski (1877–1926), Moissei Urizki (1873–1918), Jakow Swerdlow (1885–1919) und Josef Stalin gebildet. Ein Termin wurde nicht genannt, „den Tag des Aufstandes“, soll Stalin gesagt haben, „bestimmen die Umstände“. Am 16.jul. / 29. Oktobergreg. wurde der Termin des II. Allrussischen Sowjetkongresses von den gemäßigten sozialistischen Gruppen auf den 25. Oktoberjul. / 7. November 1917greg. verschoben. Sie wollten anscheinend Kerenski damit Zeit geben, vorher gegen die Bolschewiki vorzugehen. Doch ohne diese Verschiebung hätte Lenins Absicht, die Macht noch vor Zusammentritt des Sowjetkongresses zu übernehmen, nicht umgesetzt werden können.

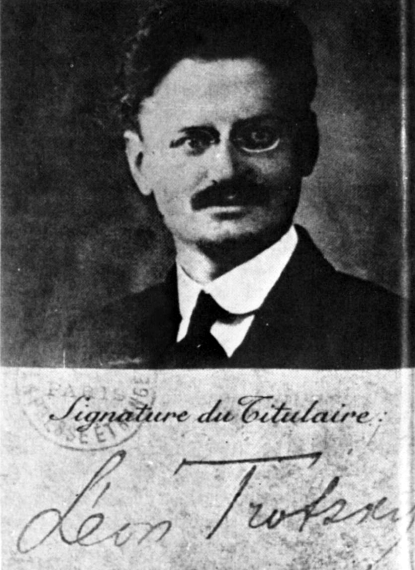
Leo Trotzki. Passbild in einem französischen Reisedokument, 1916 oder 1917

Dieses militärisch-revolutionäre Zentrum hatte jedoch nur symbolische Bedeutung. Der eigentliche Stratege des Umsturzes war Leo Trotzki. Auf Beschluss des Petrograder Sowjets hatte er am 8. Oktoberjul. / 21. Oktober 1917greg. eine militärische Organisation aufgestellt, das Militärisch Revolutionäre Komitee (MRK). Lenin schrieb später:

„Nachdem der Petrograder Sowjet in die Hände der Bolschewiki übergegangen war, wurde Trotzki zu seinem Vorsitzenden gewählt, und in dieser Funktion organisierte und leitete er auch den Aufstand vom 25. Oktober.“

Pro forma sollte das MRK die Verteidigung der Stadt gegen eine Konterrevolution vorbereiten, in Wahrheit diente es dazu, die Verlegung revolutionärer Truppen an die Front zu vereiteln, die Kerenski wenige Tage vorher angeordnet hatte. Die Soldaten sahen darin keinen Beitrag zur Vaterlandsverteidigung, sondern den Versuch, revolutionäre Elemente aus Petrograd zu entfernen. So wurde aus dem MRK das Instrument der militärischen Machtergreifung der Bolschewiki. Die Truppen beschränkten sich auf etwa 15.000 bis 20.000 Soldaten der Petrograder Garnison und der Kronstädter Marine, die sich dem Militärisch-Revolutionären Komitee unterstellt hatten, den Roten Garden sowie wenigen Hundertschaften aus den Arbeiterkomitees stammender, militanter Bolschewiki. Nach anderen Angaben verfügten sie nur über 6.000 Mann.
Am 22. Oktoberjul. / 4. November 1917greg. weigerte sich der Truppenkommandant des Petrograder Distrikts, seinen Stab der Kontrolle der Kommissare des MRK zu unterstellen. Daraufhin übernahm es auf Veranlassung Trotzkis und Swerdlows die Befehlsgewalt über die Garnisonen der Hauptstadt. Von nun an inspizierte das Militärisch-Revolutionäre Komitee alle Kasernen, Waffenlager und Stabsstellen der Stadt, sämtliche militärischen Befehle mussten von ihm gegengezeichnet werden. Die von Kerenski am 20. Oktoberjul. / 2. November 1917greg. befohlene Truppenverlegung wurde dadurch verhindert.

### Militärischer Umsturz

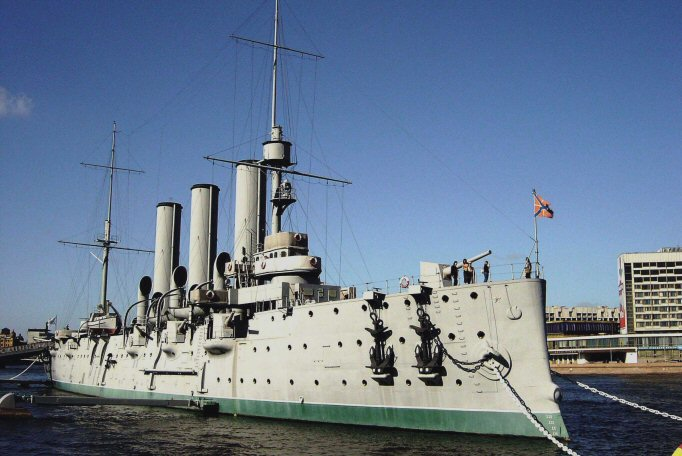
Kreuzer Aurora

Kerenski war sich bewusst, dass die Bolschewiki und das MRK die Machtfrage nun offen stellten. Als erste Gegenmaßnahme ordnete er in der Nacht zum 24. Oktoberjul. / 6. November 1917greg. die Schließung aller Druckereien der Bolschewiki an. Damit gab er Trotzki den Vorwand zum Losschlagen. An diesem Tag besetzten Einheiten des MRKs, unterstützt von den Roten Garden, strategische Punkte in der Stadt. Das wurde erst im Laufe des Tages bemerkt, als in der Kommandantur gemeldet wurde, dass keine Befehle mehr ausgeführt wurden. Kerenski floh darauf zum Hauptquartier nach Zarskoje Selo, um loyale Truppen zur Rückgewinnung der Macht zu organisieren. Dort stieß er aber auf taube Ohren, weil mehrere der zarentreuen Generäle auf einen bolschewistischen Putsch hofften, der bald zusammenbrechen und den Weg frei machen würde für eine von ihnen angestrebte Diktatur.

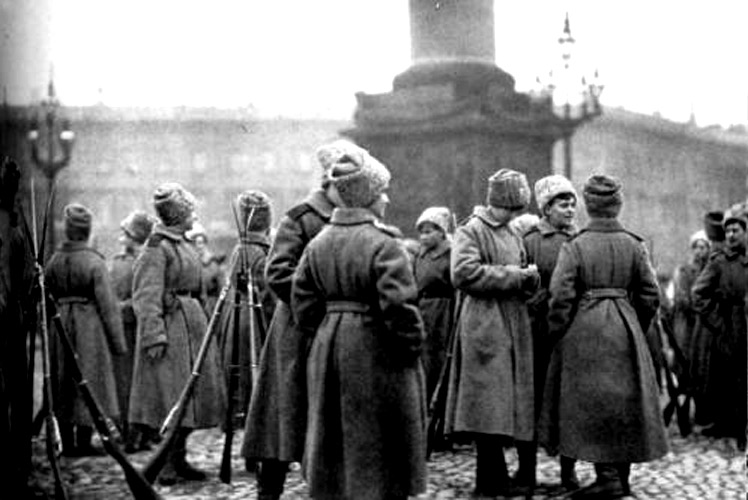
Angehörige des Frauenbataillons, das den Winterpalast verteidigte

Währenddessen erklärten Trotzki und Lenin auf einer Sitzung des Petrograder Sowjets im Smolny-Institut, die Regierung Kerenski sei gestürzt, die Macht liege in den Händen eines Revolutionären Militärkomitees und die „siegreiche Erhebung des Proletariats der ganzen Welt“ stehe bevor. Im Laufe des Tages informierten auch erste Plakate über den Machtwechsel. Um den Winterpalast, wo die Reste der Provisorischen Regierung tagten, gab es einige Schusswechsel, mit denen die loyalen Soldaten auch Plünderer abwehrten. In der Nacht wurde dann von der auf dem anderen Newa-Ufer gelegenen Peter-und-Paul-Festung ein Blindschuss auf den Regierungssitz abgegeben, auch der Kreuzer Aurora gab Schüsse ab, ohne das Gebäude nachhaltig zu beschädigen. Als im Laufe der Nacht deutlich wurde, dass mit Widerstand nicht mehr zu rechnen war, besetzten Angehörige des MRKs den Winterpalast, den sie durch das unverschlossene Haupttor betraten. Sie nahmen die versammelten Minister fest. Später wurden sie wieder freigelassen, nachdem sie eine Erklärung unterschrieben hatten, dass sie sich aus der Politik zurückziehen würden. Die zu ihrem Schutz versammelten Offiziersschüler wurden gegen Zusicherung guten Willens nach Hause geschickt.
Die Bezeichnung „Sturm auf den Winterpalast“, die sich im kollektiven Gedächtnis hält, geht auf den Bestseller Zehn Tage, die die Welt erschütterten des amerikanischen Journalisten John Reed zurück, der bei der Verhaftung der Regierungsmitglieder anwesend war. Sie sollte die Oktoberrevolution in eine Reihe mit der Französischen Revolution und dem Bastillesturm stellen, bildete aber eine überstarke Dramatisierung der insgesamt wenig spektakulären Aktion.

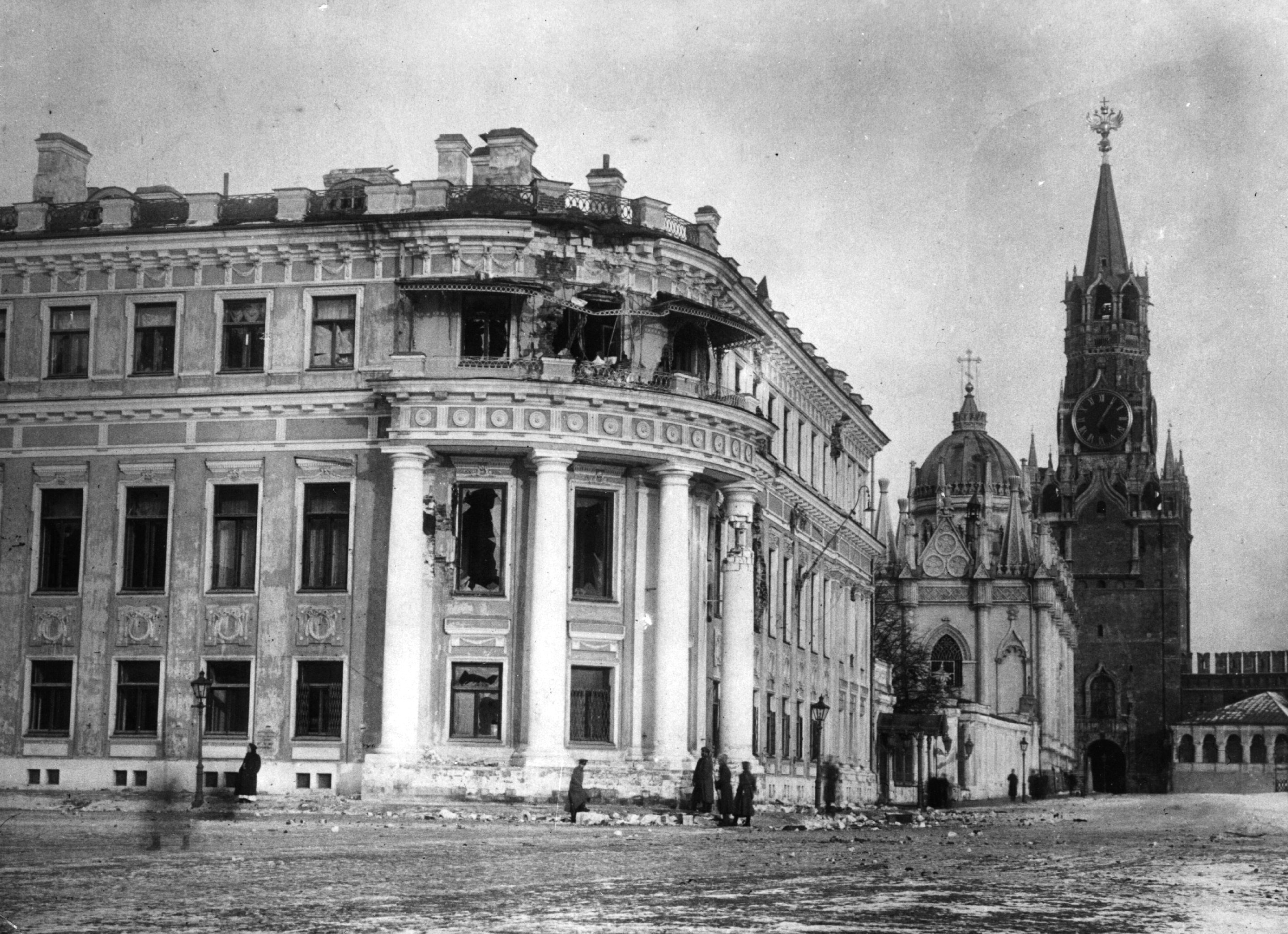
Das Kleine Nikolai-Palais im Kreml, bei den Kämpfen beschädigt

Weniger friedlich verlief der Umsturz in Moskau, wo sich die Bolschewiki erst nach einer Woche blutiger Kämpfe durchsetzen konnten. Mehrere hundert Menschen kamen zu Tode, ein Teil des Kreml wurde beschädigt. Ausschlaggebend war aber auch hier das passive Verhalten der Garnison, die sich weigerte, für das Februarregime zu den Waffen zu greifen. Im übrigen Land verlief der Machtwechsel ähnlich friedlich wie in Petrograd, da oft örtliche Gruppierungen der Menschewiki und der Sozialrevolutionäre zu einer Zusammenarbeit bereit waren.

### Der II. Allrussische Sowjetkongress
Beim II. Allrussischen Sowjetkongress (russisch ІІ Всероссийский съезд советов Wtoroi Wsjerossijski sjesd sowjetow), der nach einigem Temporisieren Lenins am späten Abend des 25. Oktoberjul. / 7. November 1917greg. eröffnet wurde, hatten die Bolschewiki 300 der 670 Sitze inne. Die Sozialrevolutionäre stellten 193 Delegierte, von denen viele dem linken Parteiflügel angehörten, der mit den Bolschewiki kooperierte. Die Menschewiki hatten 82 Sitze, die übrigen Delegierten gehörten kleineren sozialistischen Gruppen an. Die übergroße Mehrheit, nämlich 505 Delegierte, stimmte auf einem vorab verteilten Fragebogen der Parole „Alle Macht den Räten!“ zu, doch ob damit auch eine Zustimmung zum militärischen Vorgehen der Bolschewiki einherging, war keineswegs ausgemacht. Die menschewistischen und sozialrevolutionären Delegierten, die sich dagegen wandten, waren sich untereinander nicht einig und machten es den Bolschewiki leicht, indem sie sich auf eine Boykottstrategie verlegten: Aus Protest verzichteten die Menschewiki darauf, die ihnen zustehenden vier Sitze im Kongressvorstand einzunehmen, schließlich verließen immer mehr menschewistische und sozialrevolutionäre Delegiertengruppen unter Protest den Versammlungssaal. Auch die Stenotypisten legten ihre Arbeit nieder, weshalb es keine Protokolle des Kongresses gibt. Trotzki höhnte dem menschewistischen Politiker Martow hinterher:

„Der Aufstand der Massen bedarf keiner Rechtfertigung. Was geschehen ist, war ein Aufstand und keine Verschwörung. […] Die Volksmassen folgten unserem Banner, und unser Aufstand hat gesiegt. Und nun schlägt man uns vor: Verzichtet auf euren Sieg, erklärt euch zu Konzessionen bereit, schließt einen Kompromiß. Mit wem? Ich frage: Mit wem sollen wir einen Kompromiß schließen? Mit kläglichen Gruppen, die hinausgegangen sind oder die diesen Vorschlag machen? […] Hinter ihnen steht doch niemand mehr in Rußland. Nein, hier ist kein Kompromiß mehr möglich. Denen, die hinausgegangen sind, und denen, die uns Vorschläge machen, müssen wir sagen: Ihr seid klägliche Bankrotteure, eure Rolle ist ausgespielt; geht dorthin, wohin ihr gehört: auf den Kehrichthaufen der Geschichte!“

Am späten Abend trat Lenin auf, den die meisten Delegierten zum ersten Mal in ihrem Leben sahen. Er verlas die sogenannten Umsturzdekrete: Das Dekret über den Frieden, das eine sofortige Aufnahme von Verhandlungen über einen „gerechten Frieden“ unter der Bedingung eines allgemeinen Verzichts auf Annexionen und Kriegsentschädigungen anbot, und das Dekret über Grund und Boden, das Großgrundbesitz entschädigungslos enteignete und somit Landaneignung durch die Bauern, die großenteils bereits stattgefunden hatte, legitimierte. Die Delegierten, denen die Texte nicht schriftlich vorgelegt worden waren, stimmten einstimmig bzw. mit großer Mehrheit zu. Am Morgen des 26. Oktoberjul. / 8. November 1917greg. akklamierte der Kongress auch das Dekret über die Einrichtung des Rates der Volkskommissare, der neuen Regierung Russlands, deren Chef Lenin wurde. Die Versammlung sang die Internationale und ging auseinander.

## Nach dem Umsturz

### Rat der Volkskommissare
Der Rat der Volkskommissare (russisch Совет Народных Комиссаров; Sowjet Narodnych Komissarow, abgekürzt Sownarkom) sollte nach dem Dekret, das ihn als Regierung einsetzte, basisdemokratisch, unbürokratisch und flexibel agieren. Zu diesem sollte er sich auf „Kommissionen“ stützen, die die fachliche Expertise liefern sollten, und dem Allrussischen Sowjetkongress und seinem Exekutivkomitee verantwortlich sein. In Wirklichkeit wurden diese Kommissionen nie eingerichtet, die Volkskommissare bezogen vielmehr die bis dahin bestehenden Ministerien und übernahmen weitgehend deren Beamtenapparat. Mehr als die Hälfte der Angestellten und Beamten in den Behörden des Sownarkoms hatten bereits vor dem Oktoberumsturz dort gearbeitet. Auch eine effektive Kontrolle durch die Sowjets kam nicht zustande. Stattdessen folgten die Volkskommissare den Vorgaben der Partei der Bolschewiki, die im Gründungsdekret gar nicht erwähnt worden war.
Der Sownarkom bestand zunächst nur aus Bolschewiki. Wichtige Ressorts übernahmen Trotzki (Äußeres), Stalin (Nationalitätenfragen), Alexei Rykow (1881–1938; Inneres), Wladimir Miljutin (1884–1937; Landwirtschaft) sowie Wladimir  Antonow-Owsejenko (1883–1938), Nikolai Krylenko (1885–1938) und Pawel Dybenko (1889–1938). Die drei Letztgenannten waren im Kollektiv für Militär und Marine verantwortlich. Nach erfolgreichen Koalitionsverhandlungen rückten am 9. Dezemberjul. / 22. Dezember 1917greg. sieben Linke Sozialrevolutionäre in die Regierung ein. Lenin und die Volkskommissare machten sich mit großem Eifer ans Regierungswerk – allein bis Ende des Jahres 1917 erließen sie 116 verschiedene Dekrete. Die meisten davon verfasste Lenin selbst handschriftlich. Von 1917 bis 1922 soll er insgesamt 676 Gesetze, Dekrete und Instruktionen geschrieben, diktiert oder redigiert haben, ein „unglaubliches Arbeitspensum“, wie Gerd Koenen kommentiert.
- Am 27. Oktoberjul. / 9. November 1917greg. wurde die Zensur wieder eingeführt. Der Sownarkom beschloss das Dekret über die Presse, das die Schließung aller Zeitungen vorsah, die zum Ungehorsam gegenüber der neuen Regierung aufriefen. Das war gleichbedeutend mit einem Verbot sämtlicher Presseorgane der nichtsozialistischen Parteien in Russland.[58]
- Im Dekret über Arbeiterkontrolle vom 1. Novemberjul. / 14. November 1917greg. wurde die Kontrolle der Industriebetriebe durch die Arbeiter festgeschrieben. Da die vorgesehene Zusammenarbeit zwischen Unternehmen und Arbeitern nicht funktionierte, waren, anders als im Text des Dekrets vorgesehen, Verstaatlichungen die Folge. Dieser Prozess war bereits Mitte 1918 abgeschlossen, seitdem befanden sich alle Industriebetriebe Russlands in staatlicher Hand.
- In der Deklaration der Rechte der Völker Russlands vom 2. Novemberjul. / 15. November 1917greg. wurde allen Völkern Russlands das Selbstbestimmungsrecht gewährt, alle Formen der nationalen und religiösen Diskriminierung wurden aufgehoben.[59]
- Am 2. Novemberjul. / 15. November 1917greg. wurden die Vorrechte aller christlichen Bekenntnisse und am 11. Dezemberjul. / 24. Dezember 1917greg. der Religionsunterricht in den Schulen abgeschafft. Am 20. Januarjul. / 2. Februar 1918greg. folgte das Gesetz über die Trennung von Staat und Kirche. Nach einer kurzen und relativ ruhigen Konsolidierungsphase wurden alle Konfessionen und Religionsgemeinschaften massiv verfolgt. Die Sicherheitsbehörden verhafteten zahlreiche Pastoren, engagierte Laien und einfache Gläubige; ein großer Teil von ihnen kam unter anderem in Lagern ums Leben.[60] Siehe auch Religion in der Sowjetunion.
- Am 24. Novemberjul. / 7. Dezember 1917greg. wurde die Außerordentliche Kommission für den Kampf gegen die Konterrevolutionäre und Sabotage (Abkürzung: Tscheka) unter der Leitung von Dserschinski gegründet. Das Ziel dieser Geheimpolizei war die Ausschaltung der politischen Opposition durch terroristische Gewalt und die landesweite Durchsetzung des Machtmonopols der Partei. Sie arbeitete den so genannten Revolutionstribunalen zu, da sie bis zum Dekret vom 26. September 1918 keine Urteile fällen oder vollstrecken durfte.[61] Bald wurde sie nicht nur gegen die Opposition, sondern auch gegen Spekulation und Korruption eingesetzt.[62]
- Ein Dekret vom 28. Novemberjul. / 11. Dezember 1917greg. befahl, die Führer der Kadetten, die als einzige nichtsozialistische Partei über Massenanhang verfügten, „als einer Partei der Volksfeinde“ zu verhaften.[63]

### Die Auflösung der Verfassunggebenden Versammlung
Obwohl sich die Bolschewiki nicht sicher sein konnten, eine Mehrheit zu erhalten, setzten sie doch die Wahlen zur Verfassunggebenden Versammlung auf den 29. Oktoberjul. / 11. November 1917greg. fest. Diese hätten ursprünglich bereits im September stattfinden sollen, doch die Provisorische Regierung hatte sie verschoben, wovon die Propaganda der Bolschewiki argumentativ profitiert hatte. Lenin hatte sich schon am Tage des Umsturzes für eine erneute Verschiebung der Wahlen ausgesprochen, war jedoch vom ZK und Exekutivkomitee überstimmt worden.
Bei den Wahlen wurden 48,4 Millionen Stimmen abgegeben, die Wahlbeteiligung wird auf etwa 60 % geschätzt. Stärkste Partei wurden die Sozialrevolutionäre mit 19,1 Millionen, gefolgt von den Bolschewiki mit 10,9 Millionen Stimmen – der größte Wahlerfolg ihrer Geschichte, gleichwohl eine schwere Niederlage, denn der Regierungspartei wurde von über der Hälfte der Wähler das Misstrauen ausgesprochen. Auf die Kadetten entfielen 2,2, auf die Menschewiki 1,5 und auf die nichtrussischen sozialistischen Parteien mehr als 7 Millionen Stimmen, die meisten aus der Ukraine. Nachdem am Morgen eine Demonstration eines „Komitees für die Verteidigung der Konstituante“ auf Befehl von Dybenko von Kronstädter Matrosen zusammengeschossen worden war, trat die Verfassunggebende Versammlung am 5. Januarjul. / 18. Januar 1918greg. im Taurischen Palais zusammen. Die Abgeordneten lehnten den Antrag der Bolschewiki ab, die Sowjetmacht als gegeben zu akzeptieren, und folgten stattdessen einer von den Sozialrevolutionären vorgeschlagenen Tagesordnung. Deren Anreger Wiktor Tschernow (1873–1952) wurde zum Parlamentspräsidenten gewählt. Eine Fortsetzung dieser Parlamentsarbeit wurde am folgenden Tag von bolschewistischem Militär durch Waffengewalt verhindert. Zur Rechtfertigung wies der Sownarkom in seinem Dekret vom 6. Januarjul. / 19. Januar 1918greg. auf die mittlerweile auch organisatorisch vollzogene Abspaltung der Linken Sozialrevolutionäre, die Teil der Koalitionsregierung waren, vom Rest der Partei hin: Zum Zeitpunkt der Wahl habe das Volk also gar nicht zwischen beiden unterscheiden können. Zudem seien nur Klasseninstitutionen wie die Sowjets, nicht aber Vertretungen aller Bürger der Nation in der Lage, „den Widerstand der besitzenden Klassen zu brechen und das Fundament der sozialistischen Gesellschaft zu legen“.

### Die Errichtung der bolschewistischen Alleinherrschaft
Da die Räteherrschaft eine sehr populäre Idee war, gelang ihre Ausdehnung über weite Teile des Landes recht leicht. Wo die Bolschewiki nicht auf eine in sich geschlossene Industriearbeiterschaft rechnen konnten, wie in Petrograd, in Moskau oder in den Bergbaubezirken am Ural, stützten sie sich auf die Garnisonen. Schwieriger gestaltete sich die Ausbreitung der Revolution im ländlichen Raum, wo die Dorfsowjets mit den traditionellen Selbstverwaltungseinheiten, den Semstwos, konkurrierten, in denen Sozialrevolutionäre dominierten. Bis Frühjahrsbeginn 1918 gab es in über 80 % aller Ortschaften Russlands Sowjets. Die Machtergreifung der lokalen Sowjets verband sich mit der Sozialisierung der Produktionsmittel und der Ausschaltung echter oder vermuteter Gegner. Die regellose Gewalt, die diesen Prozess begleitete, war von den Bolschewiki durchaus gewollt. So bezeichnete Lenin im Dezember 1917 in seiner posthum veröffentlichten Schrift Wie soll man den Wettbewerb organisieren? als gemeinsames Ziel die „Säuberung der russischen Erde von allem Ungeziefer, von den Flöhen – den Gaunern, von den Wanzen – den Reichen usw. usf.“. Die Art und Weise dieser Säuberung könne durchaus unterschiedlich sein:

„An einem Ort wird man zehn Reiche, ein Dutzend Gauner, ein halbes Dutzend Arbeiter, die sich vor der Arbeit drücken […], ins Gefängnis stecken. An einem anderen Ort wird man sie die Klosetts reinigen lassen. An einem dritten Ort wird man ihnen nach Abbüßung ihrer Freiheitsstrafe gelbe Pässe aushändigen, damit das ganze Volk sie bis zu ihrer Besserung als schädliche Elemente überwache. An einem vierten Ort wird man einen von zehn, die sich des Parasitentums schuldig machen, auf der Stelle erschießen.“

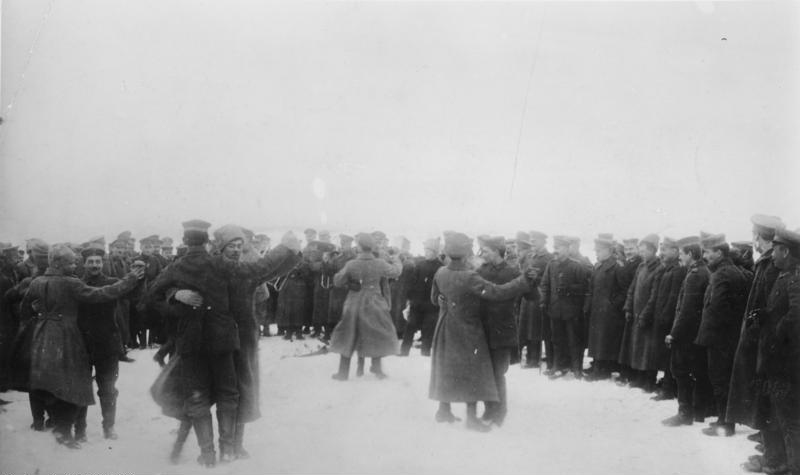
Russische und deutsche Soldaten feiern das Ende des Krieges an der Ostfront (1918)

Im späten Winter 1918 zerfiel die Koalition der Bolschewiki, die sich kurz zuvor in Kommunistische Partei Russlands (B) umbenannt hatte, mit den Linken Sozialrevolutionären. Anlass war der Streit um den Friedensvertrag von Brest-Litowsk, den der Volkskommissar für Äußeres Trotzki am 3. März 1918 unterzeichnet hatte – ein Diktatfrieden, der Russland die einseitige Demobilmachung seiner Armee und den Verzicht auf seine finnischen, kurländischen, litauischen, polnischen und ukrainischen Gebiete abverlangte. Damit verlor es jeweils mehr als ein Drittel seiner Bevölkerung, seiner landwirtschaftlichen Nutzfläche und seines Eisenbahnnetzes sowie drei Viertel seiner Lagerstätten für Kohle und Eisenerz sowie praktisch alle erschlossenen Erdölvorkommen und Anbauflächen für Baumwolle. Das erschien den patriotischen Linken Sozialrevolutionären nicht mehr hinnehmbar. Nachdem sie sich auf dem V. Allrussischen Sowjetkongress, der am 4. Juli 1918 im Bolschoi-Theater tagte (im März 1918 hatte der Sownarkom die Hauptstadt vor den heranrückenden deutschen Truppen nach Moskau verlegt), nicht gegen die Bolschewiki hatten durchsetzen können, kehrten sie zur Methode des Individualterrors zurück, die die Sozialrevolutionäre vor 1917 ausgezeichnet hatte. Am 6. Juli 1918 ermordeten sie den deutschen Botschafter Wilhelm von Mirbach-Harff und lösten damit den Aufstand der Linken Sozialrevolutionäre aus, der blutig niedergeschlagen wurde und zum Verbot der Partei führte.
Gemäßigte Sozialrevolutionäre und Menschewiki waren bereits am 14. Juni 1918 vom Zentralen Exekutivkomitee der Sowjets für konterrevolutionär erklärt worden, woraufhin Mitglieder dieser Parteien von allen Sowjetorganen ausgeschlossen wurden. Das kam einem Verbot dieser Parteien gleich: Ab dem Sommer 1918 war Russland ein Einparteienregime.
Am 8. Juli 1918 beschloss der III. Allrussische Kongress der Sowjets eine Verfassung für Sowjetrussland. Sie sollte nur für eine Übergangszeit gelten und ging auf einen Entwurf Lenins vom Januar 1917 zurück. Russland wurde als föderale Republik der Sowjets der Arbeiter-, Soldaten- und Bauerndeputierten erklärt, denen alle staatliche Macht gehöre. Eine Gewaltenteilung gab es nicht. Artikel 9 stipulierte:

„Die Hauptaufgabe […] besteht in der Errichtung der Diktatur des städtischen und ländlichen Proletariats und der ärmsten Bauernschaft in der Form der mächtigen gesamtrussischen Sowjetmacht zur völligen Niederhaltung der Bourgeoisie, zur Abschaffung der Ausbeutung des Menschen durch den Menschen und zur Errichtung des Sozialismus, unter dem es weder eine Teilung in Klassen noch eine Staatsmacht geben wird.“

 Das Wahlrecht galt unabhängig von Herkunft, Religionszugehörigkeit oder Geschlecht, war aber auf Menschen begrenzt, die „ihren Lebensunterhalt aus produktiver und gesellschaftlich nützlicher Arbeit bestreiten“ oder bestritten. Als Exekutive fungierte der Sownarkom, dessen Beschlüsse jederzeit vom Allrussischen Zentralen Exekutivkomitee suspendiert werden konnten. Wie weit es mit dieser Machtverteilung tatsächlich her war, zeigte dagegen ein Rundbrief der Bolschewiki vom 29. Mai 1918: „Unsere Partei steht an der Spitze der Sowjetmacht. Die Dekrete und Maßnahmen der Sowjetmacht gehen von unserer Partei aus.“

### Bürgerkrieg
Der Russische Bürgerkrieg hatte bereits im Januar 1918 mit der Erhebung der Donkosaken unter General Alexei Kaledin (1861–1918) begonnen. In ihm überlagerten sich nationale, politische, soziale und religiöse Konfliktlinien zu einer ökonomischen und humanitären Katastrophe unerhörten Ausmaßes. In den Jahren 1918 bis 1922 kamen auf dem Gebiet des ehemaligen Russischen Kaiserreichs 12,7 Millionen Menschen um, im Ersten Weltkrieg waren es 1,85 Millionen gewesen. Mehr als die Hälfte der Bürgerkriegsopfer starben an Hunger oder Seuchen. Eine Hauptopfergruppe waren die Juden in Russland, die hauptsächlich von Gegnern der Bolschewiki verfolgt und ermordet wurden. Man schätzt, dass etwa 125.000 Menschen diesen Pogromen zum Opfer fielen. Über 20.000 Juden wanderten nach Palästina aus („Dritte Alija“).
Russland zerfiel in diverse instabile Einheiten, die sich gegenseitig bis aufs Blut bekriegten. Die Brutalisierung war auf allen Seiten allgemein. Hier sind die nationalen Abspaltungen im Westen und am Kaukasus zu nennen, deutsche Truppen drangen bis Charkow vor, die Sozialrevolutionäre errichteten in Samara an der Wolga ein kurzzeitiges eigenes Herrschaftsgebiet (Komutsch), Anarchisten um Nestor Machno (1888–1934) verteidigten mehrere Jahre lang einen „freien Rayon“ in der Ostukraine, Grüne Armeen und die Bauern von Tambow wehrten sich gegen Zwangsrequirierungen von Getreide, die im Rahmen des Kriegskommunismus erfolgten, die Tschechoslowakischen Legionen kämpften sich entlang der Transsibirischen Eisenbahn bis Wladiwostok durch, britische, französische, amerikanische und japanische Interventionstruppen besetzten die Häfen von Odessa, Wladiwostok, Murmansk und Archangelsk. Die entscheidenden Machtzentren waren aber das „rote“ Herrschaftsgebiet der Bolschewiki in Zentralrussland und die von den „Weißen“ beherrschten Gebiete in Südrussland und in Sibirien. Dabei handelte es sich um rechtsgerichtete Militärführer wie Anton Denikin (1872–1947), Alexander Koltschak (1874–1920), Pjotr Wrangel (1878–1928) oder Nikolai Judenitsch (1862–1933), die eine Wiederherstellung der Monarchie oder eine Militärdiktatur anstrebten. Weil sie untereinander zerstritten waren, der Landbevölkerung in der Agrarfrage keine festen Zusagen machen wollten und aufgrund der schwachen Infrastruktur der von ihnen beherrschten Räume waren sie den „Roten“ strukturell unterlegen.

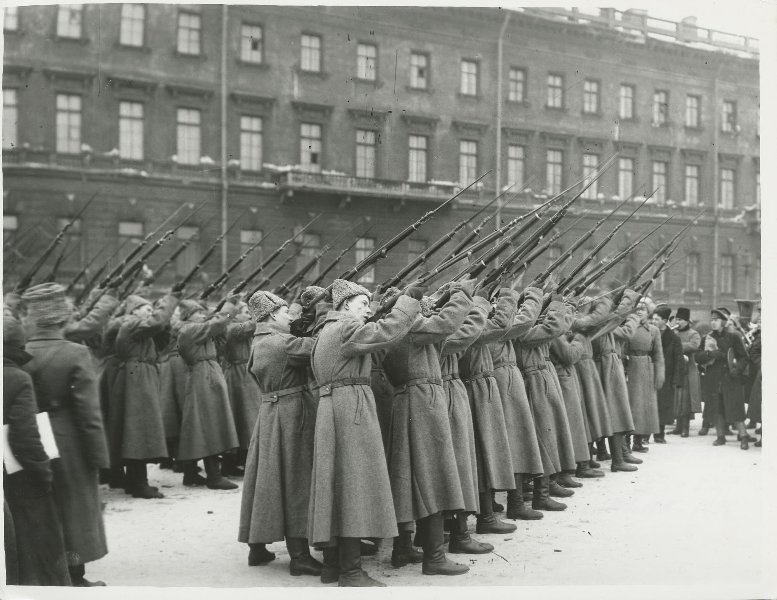
Eidesleistung von Rotarmisten, 1919

Ein Hauptfaktor des Sieges der Bolschewiki war die Einrichtung der Roten Armee, die Trotzki ab Januar 1918 aufstellte. Dabei griff er auf ehemalige zaristische Offiziere als Berater zurück, deren Familien er in Geiselhaft nehmen ließ, um so ihre Loyalität zu sichern. Am 29. Mai 1918 wurde auch die Wehrpflicht wiedereingeführt, Rangabzeichen, militärische Grußformen, Disziplinarstrafen bis hin zur Todesstrafe kamen hinzu. Trotzki erwies sich als begabter Militärstratege, der mit seinem berühmten Eisenbahnzug von Kriegsschauplatz zu Kriegsschauplatz eilte und dabei den Vorteil der inneren Linie ausnutzte.
Als weiterer Erfolgsfaktor erwies sich der Rote Terror, den der Sownarkom am 5. September 1918 beschloss. Anlass waren zwei Attentate gewesen. Am 30. August 1918 fiel Moissei Urizki, der aus Protest gegen den Frieden von Brest-Litowsk aus dem Sownarkom zurückgetreten war und nun als Tscheka-Chef von Petrograd arbeitete, den Kugeln eines ehemaligen Kadetten zum Opfer, der sich für die Hinrichtung von Freunden rächen wollte; Lenin entging gleichzeitig nur knapp einem Revolverattentat, das die Sozialrevolutionärin Fanny Kaplan auf ihn verübte. Der Sownarkom erklärte daraufhin für notwendig, „die Sowjetrepublik von den Klassenfeinden zu befreien, weshalb diese in Konzentrationslagern zu isolieren sind. Alle Personen, die zu weißgardistischen Organisationen, Verschwörungen und Aufständen in Beziehung stehen, sind zu erschießen“. Der Repressionsapparat der Tscheka wurde ausgebaut, ihre außergerichtlichen Vollmachten wurden erweitert. Die Todesstrafe, die die Bolschewiki wie alle sozialistischen Parteien bis dahin konsequent abgelehnt hatten, wurde normales Mittel der Unterdrückung von Klassenfeinden, wobei unter diesen Begriff nicht nur Industrielle, Großgrundbesitzer, Priester oder Kadetten fielen, sondern auch Arbeiter und Bauern. Der Beschluss blieb bis 1922 in Kraft, man schätzt, dass dem Roten Terror mehrere hunderttausend Menschen zum Opfer fielen.
Während der Zeit des Bürgerkrieges führte die neue Regierung auch Kriege gegen Polen, Finnland (27. Januar bis 5. Mai 1918) und Lettland. Nach Ende des Bürgerkrieges wurde die unabhängige Macht der Sowjets nicht wiederhergestellt, wogegen sich im März 1921 der Kronstädter Matrosenaufstand wandte. Die Matrosen, die während des Umsturzes auf Seiten der Bolschewiki gestanden hatten, forderten nun freie Wahlen zu den Sowjets und die Wiederherstellung der Rede-, Presse- und Vereinigungsfreiheit. Die Bolschewiki stellten die Rebellion als weißgardistische Verschwörung dar, die vom Ausland gesteuert werde, und ließen sie durch die Rote Armee blutig niederschlagen. In einem beispiellosen Strafgericht wurden Hunderte Kronstädter Matrosen an Ort und Stelle erschossen, über 2000 wurden zum Tode verurteilt, Tausende erhielten Gefängnisstrafen oder kamen in die neu eingerichteten Lager in Cholmogory oder auf den Solowezki-Inseln. 2500 Zivilisten aus Kronstadt wurden nach Sibirien verbannt.
Am Ende des Bürgerkrieges war es den Bolschewiki gelungen, den größten Teil der sezessionistischen Territorien zurückzugewinnen. 1922 beherrschten sie 96 % der Gebiete des Russischen Kaiserreichs. Im Dezember 1922 wurde auf diesem Territorium ein neuer Staat gegründet, der dem 20. Jahrhundert als Supermacht seinen Stempel aufprägen sollte: die Sowjetunion.

## Rezeption

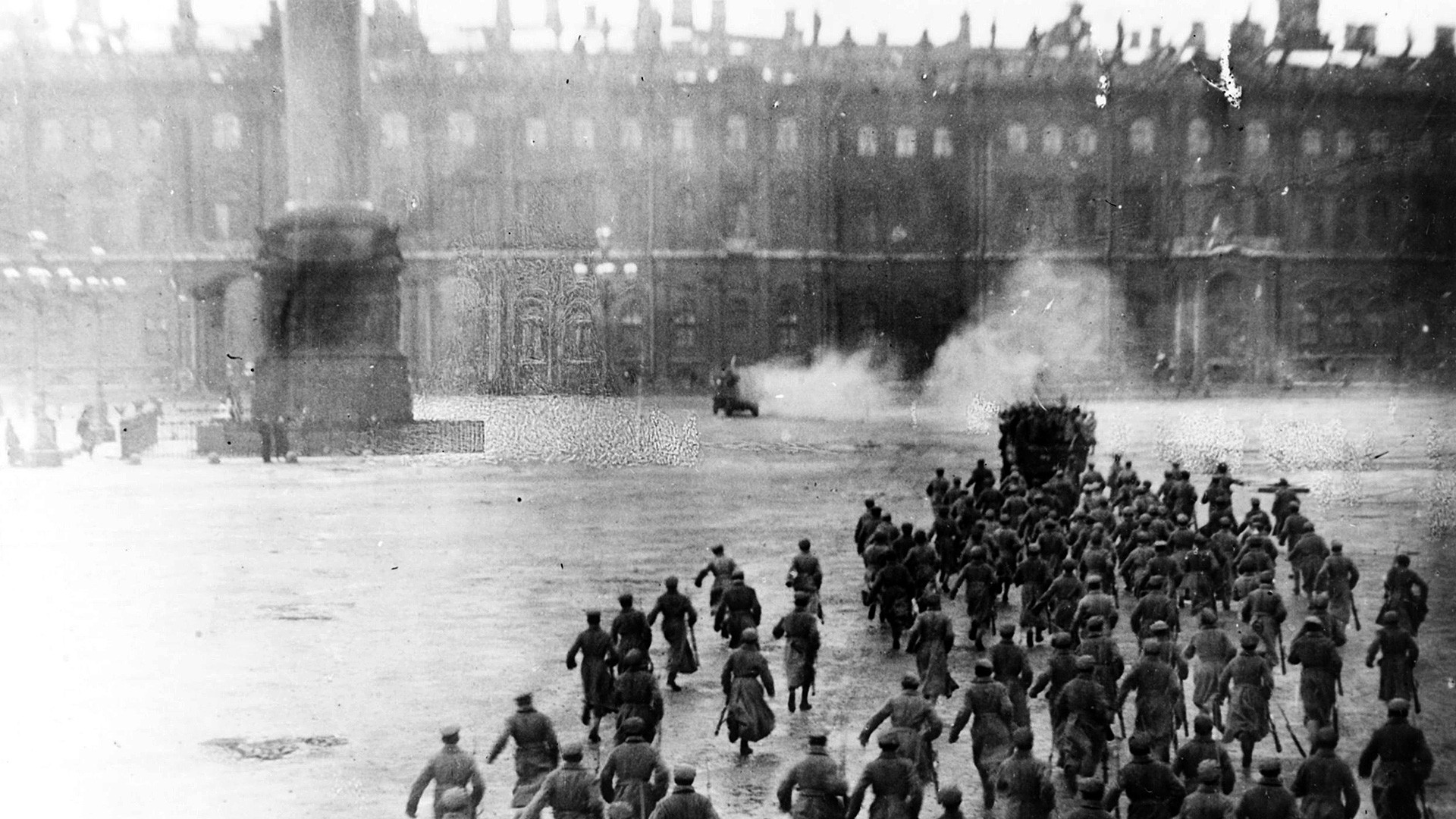
Sturm auf den Petersburger Winterpalast 1917. Nachstellung von 1920

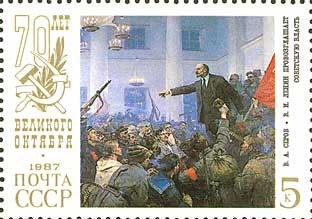
Sowjetische Briefmarke zum 70-jährigen Jubiläum der Oktoberrevolution mit dem Historiengemälde Lenin proklamiert die Sowjetherrschaft von Wladimir Serow. Es handelt sich um die zweite Version des Gemäldes aus dem Jahr 1962, in der ersten von 1954 war noch Stalin zu erkennen gewesen.

Ob das, was sich im Oktober 1917 in Russland abspielte, als Revolution bezeichnet werden könne, war von Anfang an umstritten. So nannten die Menschewiki in der Nacht zum 26. Oktober 1917 das Vorgehen der Bolschewiki schlicht eine Verschwörung. Wegen der Leichtigkeit und Widerstandslosigkeit, mit der die Macht in Petrograd in die Hände der Bolschewiki überging, meinte der Menschewik Nikolai Suchanow, es sei eigentlich nur eine Wachablösung gewesen.
In der marxistisch-leninistischen Geschichtsschreibung dagegen wurden die Ereignisse zur „Großen Sozialistischen Oktoberrevolution“ (russ.: Великая Октябрьская Социалистическая Революция) hochstilisiert. Der Pflege dieses Gründungsmythos der Sowjetunion dienten die Feierlichkeiten zur jährlichen Wiederkehr des Datums, die mit großen Paraden auf dem Roten Platz begangen wurden. Auch in Hervorbringungen der bildenden Kunst und der Literatur verherrlichte man immer wieder den „Roten Oktober“.
Die Stilisierung und Dramatisierung der Ereignisse begann schon früh. Zum dritten Jahrestag der Revolution inszenierte der Regisseur Nikolai Jewreinow ein Massenspektakel mit 10.000 Darstellern. Von hier stammt auch die Idee des „Sturms auf den Winterpalast“, der aus der eher unspektakulären Verhaftung der Provisorischen Regierung einen dramatischen Kampf machte, der ins kollektive Gedächtnis eingegangen ist. Ein Foto dieser Inszenierung (siehe Bild rechts) wurde ab 1922 immer wieder als Illustration der Ereignisse verwendet. Wenige Jahre später verankerte der Spielfilm Oktober von Sergei Eisenstein aus dem Jahr 1927 den „Sturm auf den Winterpalast“ endgültig im kollektiven Gedächtnis. Hier findet dieser allerdings (historisch korrekt) bei Nacht statt, nicht bei Tag wie in Jewreinows Inszenierung. Jedoch wird im Film ein schmiedeeisernes Tor attackiert, das in Wahrheit nur zu Nebengebäuden des Palastes führt. Tatsächlich wurde das Gebäude bei den Dreharbeiten stärker beschädigt als bei den tatsächlichen Ereignissen zehn Jahre zuvor. Noch in den Zeiten von Glasnost und Perestrojka feierte der sowjetische Generalsekretär Michail Gorbatschow die Erinnerung an den Oktober 1917:

„Jene legendären Tage, die eine neue Epoche des gesellschaftlichen Fortschritts, der wahren Geschichte der Menschheit eingeleitet haben. Die Oktoberrevolution war in der Tat eine Sternstunde der Menschheit, ihre Morgenröte. Bei der Oktoberrevolution handelte es sich um eine Revolution des Volkes und für das Volk, für den Menschen, für seine Befreiung und Entwicklung.“

Der Zeitgenosse der Revolutionsepoche und einer der Wortführer der russischen Sozialisten Maxim Gorki wirft bereits in seiner Rede anlässlich des Jahrestages der Februarrevolution ein kritisches Licht auf die Folgen der Ereignisse und charakterisiert die Russische Revolution vielmehr als einen Aufruhr, denn als Revolution:

„Eine Revolution ist nur dann vernünftig und großartig, wenn sie der natürliche und machtvolle Ausbruch aller schöpferischen Kräfte eines Volkes ist. Wenn sie jedoch nur jene Gefühle und Gedanken befreit, die sich im Volk während seiner Versklavung und Unterdrückung angestaut haben, wenn es sich nur um einen Ausbruch von Erbitterung und Hass handelt, dann haben wir keine Revolution, sondern einen Aufruhr, der unser Leben nicht verändern kann und nur die Grausamkeit und das Übel vergrößert. Können wir guten Gewissens behaupten, dass im Jahr der Revolution das russische Volk, das sich von der Gewalt und dem Zorn des Polizei- und Beamtenstaats befreit hat, damit auch besser, freundlicher, weiser, ehrlicher geworden wäre? Nein, wer ehrlich ist, würde das nicht behaupten. Wir leben weiterhin so, wie wir in der Monarchie gelebt haben, mit denselben Bräuchen, Gewohnheiten und Vorurteilen, genau so dumm und schmutzig. […] Das russische Volk, das die volle Freiheit erlangt hat, vermag nicht, ihren großen Segen für sich zu nutzen, sondern sie nur zum Schaden für sich und seinen Nächsten zu missbrauchen, und so riskiert es, endgültig zu verlieren, was es sich nach leidvollen Jahrhunderten erkämpft hat. Nach und nach wird all das Großartige vernichtet, was seine Vorfahren erarbeitet haben, verschwinden die nationalen Reichtümer und die Möglichkeiten, die Schätze dieser Erde zu mehren, werden Industrie, Verkehr und Post zerstört und die Städte verwüstet, die in Schmutz versinken.“

Westliche Zeitgenossen sahen in der Oktoberrevolution einen tiefen historischen Einschnitt. Der amerikanische Journalist John Reed, der Augenzeuge der Ereignisse in Petrograd war, sah in ihr ein globales Fanal:

„Der Petrograder Sowjet hatte die Provisorische Regierung niedergezwungen und dem Sowjetkongress den Staatsstreich aufgedrängt. Nun hieß es: Russland gewinnen und dann – die Welt! Würde Russland folgen und sich erheben? Und die übrige Welt, was würde sie tun? Würden die Völker dem Rufe folgen und aufstehen zu einem roten Weltsturm?“

Bertrand Russell sah nach einem mehrwöchigen Aufenthalt in Russland in der Revolution eine Epochenwende:

„Die Russische Revolution ist eines der größten weltgeschichtlichen Ereignisse. Es liegt nahe, sie mit der Französischen Revolution zu vergleichen, aber tatsächlich ist ihre Bedeutung noch größer.“

Die französische und britische Presse berichtete hingegen weitgehend negativ über die Revolution, hier überwogen antibolschewistische Vorstellungen, die bereits kurz nach der Revolution aufkamen.
In der westlichen Geschichtswissenschaft und Politologie wird die Oktoberrevolution häufig als Putsch gedeutet. Der britische Historiker Orlando Figes etwa nennt die Ereignisse vom Oktober 1917 einen „militärischen Staatsstreich“, der „von der Mehrheit der Einwohner Petrograds gar nicht wahrgenommen wurde“: Aktiv teilgenommen hätten an der Aktion höchstens 25.000 bis 30.000 Menschen – knapp 5 % aller Arbeiter und Soldaten der Stadt. Auch der Historiker Manfred Hildermeier verweist darauf, dass die Zahl der aktiven Teilnehmer am Oktoberumsturz „bemerkenswert gering war“. Noch bemerkenswerter findet er es, dass die Bolschewiki in den Krisenjahren 1918 bis 1920 die einmal errungene Macht nicht gleich wieder verloren. Diese Machtbehauptung bezeichnet er als „die zweite Revolution“. Der deutsche Politikwissenschaftler Armin Pfahl-Traughber nennt die Oktoberrevolution ebenfalls einen Putsch und keine Revolution im engeren Sinne:

„Zwar kam es in der Folge zu einem grundlegenden gesellschaftlichen Wandel, der Umsturz selbst erfolgte aber nicht unter Beteiligung der Massen. Die Übernahme der Macht gelang durch die Lähmung der anderen politischen Kräfte und durch das gut geplante Vorgehen der Aufständischen.“

Der britische Politikwissenschaftler Richard Sakwa sieht in der Oktoberrevolution mehrere Revolutionen: In einem komplexen Prozess hätten sich sechs Revolutionen überlagert: die soziale Massenrevolution, eine demokratische Revolution, die anti-elitäre Revolution der russischen Intelligenzija, die nationale Revolution der minoritären Völker innerhalb des Zarenreichs, die Revolution der marxistischen These, nur eine Gesellschaft mit vollausgebildetem Kapitalismus könne eine Revolution hervorbringen, sowie schließlich die Revolution innerhalb der Revolution, in der die Bolschewiki die Agenda aller anderen sozialistischen Gruppen usurpierten und so ihre Diktatur errichten konnten.

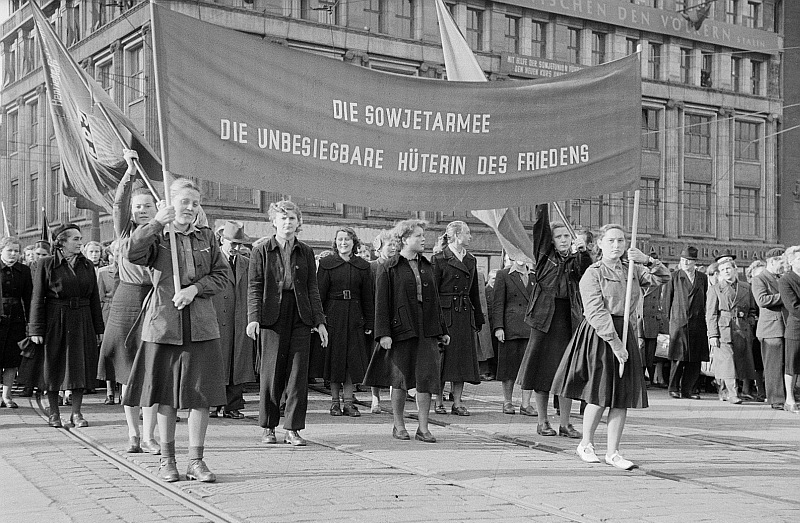
Der 7. November galt auch in der DDR als Gedenktag

Unter Wladimir Putin hat sich die Haltung zur Oktoberrevolution von Grund auf geändert. Den Revolutionsführer beschuldigte Putin, Russland in einen verheerenden Bürgerkrieg gestürzt und somit das russische Volk gespalten zu haben. Lenin sei verantwortlich für die „Zerstörung von Staatlichkeit“ und „Millionen menschlicher Schicksale“. Das eigentliche Wesen dieses historischen Ereignisses, nämlich seine revolutionäre Ausprägung, verbindet Putin mit Chaos, Unordnung und Instabilität, denn diese betrachtet er als unmittelbare Gefahr für das bestehende politische System im heutigen Russland.
Im offiziellen chinesischen Geschichtsbild gilt die Oktoberrevolution nach wie vor als Epochenscheide der Weltgeschichte, bei der die Herrschaft des Imperialismus erschüttert wurde und der Befreiungskampf der kolonialisierten und halbkolonialisierten Völker befeuert wurde, so auch der chinesische. Nach einem vielfach zitierten Satz von Mao Zedong verdankte China auch den Zugang zum Marxismus-Leninismus den „Geschützsalven der Oktoberrevolution“. Das Cover des Sekundarstufe-I-Geschichtsbuches zur modernen Weltgeschichte zeigt den Panzerkreuzer Aurora und der auf Stalins Geheiß entstandene Propagandafilm Lenin im Oktober wird bis heute Schülern in China empfohlen. Mit dem Amtsantritt von Nikita S. Chruschtschow ist nach chinesischer Sicht das Erbe Lenins verraten worden und der Zusammenbruch der Sowjetunion damit selbstverschuldet gewesen. Es liege an China diesen Fehler nicht zu wiederholen, und das wahre Erbe der Oktoberrevolution im Chinesischen Traum und in der Renaissance als Großmacht zu verwirklichen.

## Film und Fernsehen
- Lenin im Oktober (UdSSR 1937, Regie: Michail Romm)
- Tsar to Lenin (USA 1937, Regie: Max Eastman)
- Bürgerkrieg in Rußland (TV-BRD 1967/68, 5 Teile, Regie: Wolfgang Schleif)